# Harpocera thoracica
Harpocera thoracica is een  blindwants uit de onderorde der wantsen. De soort werd voor het eerst wetenschappelijk beschreven door Carl Frederick Fallén in 1807.  

## Algemeen
Harpocera thoracica is een vrij algemene wants in Nederland die met name in bossen en tuinen te vinden zijn. Ze worden gemiddeld niet ouder dan een maand.

## Uiterlijk
Harpocera thoracica is een kleine wants die gemiddeld 7 mm groot wordt. Het mannetje is geel met zwart en het vrouwtje is rood met zwart gekleurd. Vrijwel het gehele lichaam is een beetje transparant.

## Vliegtijd
De soort komt tussen april en juni voor in Nederland.

## Afbeeldingen

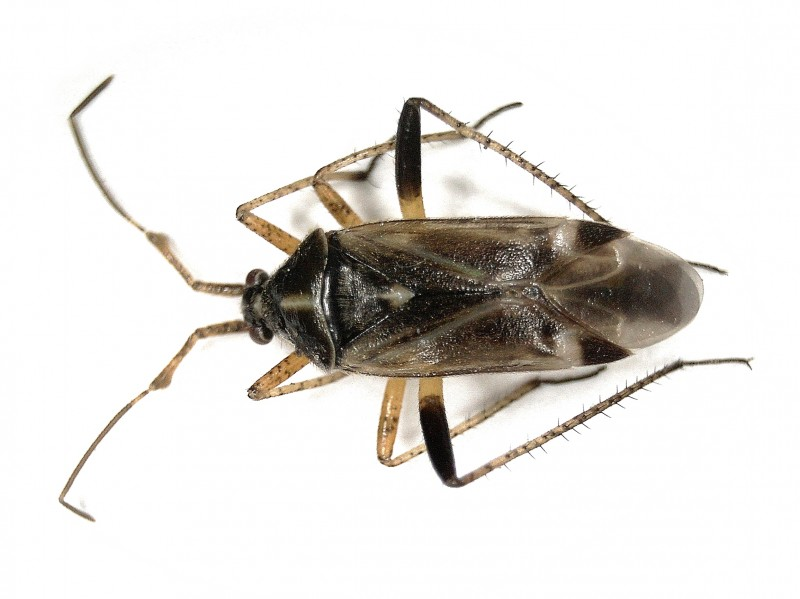
mannetje
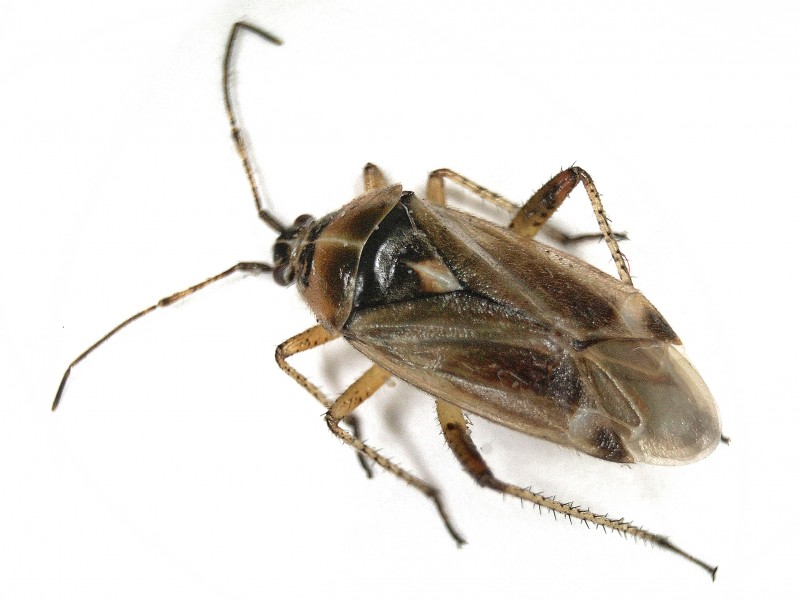
vrouwtje